# 535 Montague
535 Montague eller 1904 OC är en asteroid i huvudbältet, som upptäcktes den 7 maj 1904 av den amerikanske astronomen Raymond Smith Dugan vid observatoriet i Heidelberg. Den är uppkallad efter staden Montague i Massachusetts.
Asteroiden har en diameter på ungefär 79 kilometer.